# Flughafen Sabha

i7
i11
i13
Der Flughafen Sabha (arabisch مطار سبها الدولي, englisch Sabha Airport, IATA-Code: SEB, ICAO-Code: HLLS) ist der zivil und militärisch genutzte Flughafen von Sabha in Libyen.

## Lage
Der Flughafen liegt südöstlich von Sabha.
Das Flughafengelände liegt an der Straße nach Süden.

## Flugplatzmerkmale
Der Tower (TWR) sendet und empfängt auf der Frequenz: 119.1 MHz.
Der Flughafen verfügt über verschiedene Navigationshilfen.
Das ungerichtete Funkfeuer (NDB) sendet auf der Frequenz: 283 kHz mit der Kennung: SEB.
Das Drehfunkfeuer (VOR) sendet auf Frequenz: 114.7 MHz mit der Kennung: SEB.
Ein Distance Measuring Equipment (DME) ist vorhanden.
Die Ortsmissweisung beträgt 1° Ost/West. (Stand: 2006)

## Fluggesellschaften und Ziele
Der Flughafen wird von einigen Fluggesellschaften angeflogen:
- Buraq Air nach Tripolis
- Libyan Airlines nach Bengasi, Tripolis, Kairo[1]
- Nayzak Air Transport nach Tripolis

## Zwischenfälle
Laut ASN sind zwei Zwischenfälle auf dem Flughafen bekannt.
- Am 13. Juni 1985 brannte eine Regierungsmaschine aus Benin aus. Es kamen keine Insassen ums Leben.[3]
- Im August 1987 wurde eine libysche Luftwaffenmaschine bei der Landung zerstört. Unfallursache war ein falsch eingestellter Höhenmesser.[4]